# Andreas Scherber
Andreas Scherber (* 9. Juli 1893 in Lauf an der Pegnitz; † 12. Mai 1974 ebenda) war ein deutscher Politiker (SPD).

## Leben
Scherber machte die Zimmererlehre und besuchte eine Baufachschule in Nürnberg. Während des Ersten Weltkriegs war er Pionier in Frankreich, ehe er 1916 von den Briten für dreieinhalb Jahre gefangen genommen wurde. Nach der Entlassung kehrte er in die Heimat zurück und war dort als Zimmererpolier bei seinem Lehrmeister tätig. 1933 wurde er im KZ Dachau interniert.
Scherber, der der SPD 1913 beitrat, wurde 1924 Mitglied des Laufer Stadtrats, in dem er später auch Fraktionsvorsitzender war. 1928 wurde er in den Laufer Kreistag sowie den Bezirkstag von Mittelfranken gewählt. Von 1946 bis 1948 war er Bürgermeister von Lauf an der Pegnitz, von 1950 an war er wieder Kreistagsabgeordneter. 1946 wurde er über die Wahlkreisliste Mittelfranken in den Bayerischen Landtag gewählt. Bei den darauffolgenden Wahlen gewann er das Direktmandat im Stimmkreis Hersbruck – Lauf an der Pegnitz, sodass er dem Landtag bis 1966 angehörte.
Am 15. Dezember 1959 wurde er mit dem Bayerischen Verdienstorden ausgezeichnet.